# Ardašír III.
Ardašír III. (cca 621 – duben 630 Ktésifón) byl perský velkokrál z rodu Sásánovců panující v letech 628–630. Jeho vláda byla pouze nominální, skutečné otěže moci držel v rukou nejvyšší dvorský kráječ Meh-Ádhar-Gušnasp, schopný civilní hodnostář.
Ardašír byl synem krále Kaváda II. a podle kronikáře Tabarího neměl v době otcovy smrti víc než sedm let. Sásánovská říše se za jeho formální vlády potýkala s hlubokým politickým rozvratem, způsobeným porážkou ve válce s Byzancí a rozkolem uvnitř královské dynastie. Problematickým faktorem byl i přední vojevůdce Šahrvaráz, ambiciózní muž, jenž v roce 629 uzavřel s císařem Herakleiem definitivní mír (hranice mezi Byzancí a Persií měla podle dohody probíhat na Eufratu). Šahrvaráz se v roce 630 otevřeně postavil proti královské autoritě, přitáhl s vojskem k hlavnímu městu Ktésifóntu a Ardašíra III. svrhl a dal zavraždit. Sám se prohlásil jeho nástupcem.